# سلور
سلور (Selver) شرکت خرده‌فروشی در استونی است، که در سال ۱۹۹۵ تأسیس شد.